# Dödsspelet (1997)
Dödsspelet (originaltitel: Todesspiel) är en tysk dramadokumentärfilm från 1997 i regi av Heinrich Breloer. Filmen består av dramatiseringar av händelser under den tyska hösten 1977, då terrorismen i Västtyskland nådde sin kulmen, och intervjuer med inblandade, bland annat dåvarande förbundskanslern Helmut Schmidt.

## Handling
Filmens handling kretsar kring tysk terrorism och Röda armé-fraktionen. Den är uppdelad i två delar: Volksgefängnis om Schleyer-kidnappningen (kidnappningen av Hanns-Martin Schleyer) och Entführt die Landshut om kapningen av Lufthansaplanet Landshut och Dödsnatten.

## Medverkande i urval
| Hans Brenner         | – Hanns-Martin Schleyer   |
| Sebastian Koch       | – Andreas Baader          |
| Manfred Zapatka      | – Helmut Schmidt          |
| Gerd Preusche        | – Hans-Jürgen Wischnewski |
| Dieter Mann          | – Horst Herold            |
| Hans-Jörg Assmann    | – Alfred Klaus (BKA)      |
| Christoph Piesk      | – Ulrich Wegener          |
| Ulrich Matthes       | – Jan-Carl Raspe          |
| Anya Hoffmann        | – Gudrun Ensslin          |
| Birol Ünel           | – "Kapten Mahmud"         |
| Nezâ Selbuz          | – Souhaila Andrawes       |
| Karoline Eichhorn    | – Brigitte Mohnhaupt      |
| Claudia Michelsen    | – Sieglinde Hofmann       |
| Robert Viktor Minich | – Peter-Jürgen Boock      |
| Dirk Martens         | – Stefan Wisniewski       |
| Stefan Gebelhoff     | – Willi-Peter Stoll       |
| Susanne Schäfer      | – Gabriele Dillmann       |

## Utmärkelser
- Goldener Löwe 1997
- Telestar 1997
- Bayerischer Fernsehpreis 1997
- Bambi 1997